# Bombylius nubilus
Bombylius nubilus är en tvåvingeart som beskrevs av Mikan 1796. Bombylius nubilus ingår i släktet Bombylius och familjen svävflugor. Inga underarter finns listade i Catalogue of Life.